# Le cronache di Huadu - La spada e la rosa
Le cronache di Huadu - La spada e la rosa (千機變II花都大戰S, Qian ji bian er Huadu dazhanP) è un film del 2004 diretto da Patrick Leung e Corey Yuen.
La pellicola è il seguito di Vampire Effect e vede il ritorno di numerosi protagonisti del capostipite, sebbene non abbia alcun legame con la trama di quest'ultimo.

## Trama
Nel regno di Huadu vige una particolare legge secondo cui tutti gli uomini devono essere assoggettati alle donne; essa, secondo una profezia nota tra gli abitanti del popolo, sarebbe però stata infranta da colui che avrebbe estratto un'antica spada conficcata nella roccia. Alla particolare leggenda si intrecciano le vicende delle due guerriere Aquila bianca e Falco blu, e dei due ragazzi di cui progressivamente si innamorano.

## Distribuzione

### Edizione italiana
Il doppiaggio italiano della pellicola è stato curato dalla Tecnofilm di Roma, su dialoghi di Massimiliano Painelli Perrella e direzione del doppiaggio di Alessandro Perrella, assistito da Valentina Perrella.